# UBM Development
Die UBM Development AG ist ein börsennotierter und international tätiger Immobilienentwickler mit Sitz in Wien.

## Geschichte
Am 3. März 1873 konstituierte sich die Union-Baumaterialien-Gesellschaft (UBM), die von der Union-Baugesellschaft gegründet wurde und deren Ziegelwerke und Zimmergeschäfte übernahm. Ab 10. April 1873 wurden die Aktien dann erstmals an der Wiener Börse im Standard Market Auction Segment gehandelt. Es wurden weitere Ziegeleien übernommen. Mit einem Anteil von 30 % am Wiener Ziegelmarkt nahm die Gesellschaft den Platz des zweitgrößten Ziegelherstellers Österreichs ein.
Die Gesellschaft war Mitglied des Konsortiums zur Parzellierung des Freihauses auf der Wieden, dem neben UBM und Wienerberger auch die Creditanstalt, die Niederösterreichische Escompte-Gesellschaft (auch Eskomptegesellschaft), die Länderbank und die Union Baugesellschaft, die ab 1910 auch die Führung innehatte, angehörten.
In den Jahren 1912/1913 übernahm die Allgemeine Österreichische Baugesellschaft, die Aktienmajorität, um möglichst unabhängig in der Ziegelversorgung zu sein. Nachdem die Bautätigkeit zurückging, verkaufte UBM im Jahr 1916 sämtliche Ziegelwerke an die Wienerberger Ziegelfabriks- und Baugesellschaft gegen Überlassung von Baugründen in Wien. Nach Abgabe der Ziegelwerke konzentriert sich UBM auf Entwicklung und Handel von Realitäten und fokussierte sich auf den Immobilien-Development-Bereich in Österreich mit Schwerpunkt Großraum Wien. Durch die Fusion mit der Allgemeinen Österreichischen Baugesellschaft am 31. Dezember 1927 entstand die Porr AG. Mit 75 % hielt die Porr AG zu dieser Zeit eine Mehrheitsbeteiligung an der UBM.
Mit dem Fall des Eisernen Vorhangs begann ein neuer Wirtschaftszyklus. 1991 wurde mit einer Kapitalerhöhung von 50 auf 75 Millionen Schilling der Grundstein für die Weiterentwicklung der UBM gelegt. Von 1992 bis 2010 setzte die Gesellschaft dann Schritte in Richtung Internationalisierung, Markteintritte erfolgten 1992 in Tschechien, 1993 in Polen, 1999 in Deutschland, 2001 in Frankreich und 2010 in die Niederlande. 1997 kam es dann zur Umbenennung in UBM Realitätenentwicklung AG.
2003/2004 senkte die Porr AG ihre Beteiligung an der UBM von 75 % auf unter 50 %. Im Sommer 2014 erhöhte die PORR ihre Anteile an der UBM, in dem sie die von der CA Immo gehaltenen Anteile übernimmt und somit Mehrheitseigentümer wird. Im Zuge dessen erfolgte im Dezember 2014 die Abspaltung des Immobilienbereichs der PORR-Gruppe samt der Beteiligung an UBM auf eine eigenständige, börsennotierte Gesellschaft (PIAG AG). Am 19. Februar 2015 wurde die PIAG via eines Downstream Mergers in die UBM Realitätenentwicklung verschmolzen. Es entstand ein eigenständiger, börsennotierter Immobilienentwickler, der in der Hauptversammlung im Mai 2015 in UBM Development AG umbenannt wurde. Mit einer Kapitalerhöhung im April 2015 wurde sowohl der Streubesitz auf über 50 % erhöht als auch ein Segmentwechsel an der Wiener Börse in den Standard Market Continuous vollzogen. Im Juni 2016 kam es zu einem Wechsel in der Vorstandsebene. Thomas G. Winkler löste Karl Bier und Heribert Smolé als CEO und CFO ab. Mit dem 22. August 2016 wechselte die UBM Development AG in das prime market Segment der Wiener Börse.
Im Juni 2018 fand ein Rebranding statt. Die Tochtergesellschaften Münchner Grund in Deutschland, die österreichische Strauss & Partner sowie alle weiteren Tochtergesellschaften treten seitdem unter einer Marke auf: UBM Development.

## Unternehmensstruktur
UBM Development AG ist den drei Kernmärkten Deutschland, Österreich und Polen aktiv und fokussiert sich auf Wohnen und Büro. Sie tritt regional mit ihren fünf Tochtergesellschaften unter der Marke UBM Development auf. Im Mai 2016 wurde die Tochtergesellschaft UBMhotels gegründet, in welcher die Hotel-Entwicklungs- und Managementaktivitäten der UBM gebündelt sind.
Das Grundkapital der UBM Development AG beträgt € 22.416.540,0 und ist in 7.472.180 Aktien eingeteilt. Das Syndikat (Strauss-Gruppe, IGO-Ortner-Gruppe) hielt zum Bilanzstichtag 31. März 2017 38,8 % der ausstehenden Aktien. Die restlichen Aktien befinden sich im Streubesitz (61,2 %, davon 11,3 % Management und Aufsichtsrat).

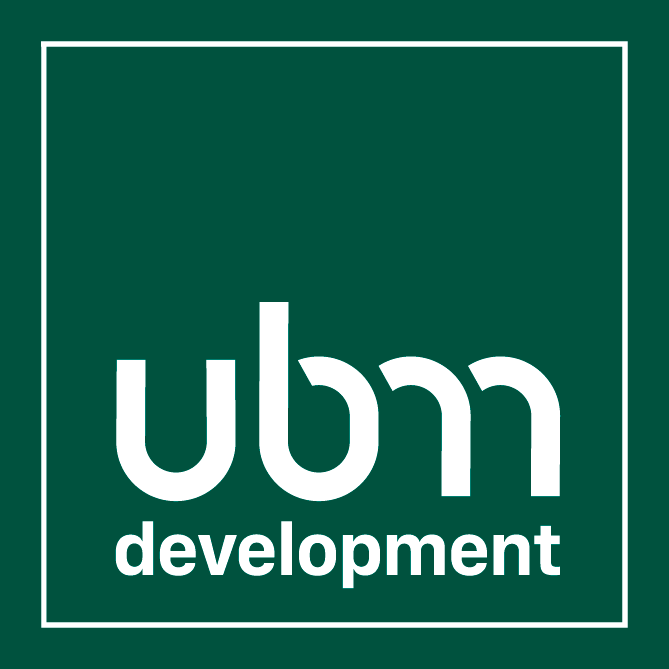

### Tochterunternehmen

#### UBM Development Österreich GmbH
UBM Development Österreich GmbH ist die österreichische Tochter der UBM Development AG, mit Sitz in Wien. Weitere Standorte sind Salzburg, Linz, Kematen, und Unterpremstätten. Geschäftsführer sind Ernst Gassner und Gerald Beck.
Die UBM Development Österreich GmbH (vormals STRAUSS & PARTNER Development GmbH) ist seit 19. Februar 2015 eine 100 % Tochter der UBM Development AG und bearbeitet in Österreich im Sinne einer operativen Ländergesellschaft der UBM den gesamten Kompetenzbereich der Projektentwicklung.
2000 wurde das Unternehmen unter dem Namen Strauss & Partner Immobilien von Karl-Heinz Strauss gegründet. 2009 übernahm Strauss & Partner Immobilien das deutsche Unternehmen ALBA Bau Projektmanagement. 2011 erfolgte die Eingliederung in den PORR-Konzern. 2012 kam es im Zuge des Zusammenschlusses von Strauss & Partner Immobilien und der PORR Solution zur Umfirmierung in Strauss & Partner Development. 2015 wurde Strauss & Partner Development GmbH in die UBM Development AG fusioniert. Seit Juni 2018 trägt die Gesellschaft den Namen UBM Development.

#### UBM Development Deutschland GmbH
UBM Development Deutschland GmbH (vormals Münchner Grund) ist das Tochterunternehmen der UBM Development AG in Deutschland. Das Unternehmen ist als Projektentwickler und Bauträger tätig. Der Fokus liegt auf Hotel, Büro und Wohnen. Von der Planung und Entwicklung über die Errichtung bis hin zur Vermarktung werden alle Leistungen angeboten. Die UBM Development Deutschland hat ihren Ursprung in der Radmer Bau AG München.
Im Mai 2015 fusionierte die Gesellschaft mit der Schwestergesellschaft Strauss & Partner Development GmbH in die UBM, wodurch ihre Marktpräsenz in Deutschland weiter ausgebaut wurde. Anschließend wird die Münchner Grund in Deutschland als Gesellschaft mit beschränkter Haftung weitergeführt. Im Juni 2018 fand eine Umfirmierung statt. Aus Münchner Grund wurde UBM Development Deutschland GmbH.

#### UBM Development Polska
UBM ist seit 1993 im polnischen Markt im gewerblichen Immobiliensektor mit Fokus auf Büro und Hotel tätig. Die Tätigkeit des Unternehmens konzentriert sich vor allem auf die Städte Warschau, Krakau und Breslau. Eines der Leitprojekte der UBM ist das InterContinental in Warschau. UBM Development Polska war auch verantwortlich für die Restaurierung des historischen Bürogebäudes ab 1886 im Warschauer Drei-Kreuz-Platz.

#### UBM Development Czechia
UBM Development Czechia s.r.o. ist seit 1993 für UBM Development AG auf dem tschechischen Markt tätig. Zur Gründung trug das Unternehmen noch den Namen UBM Bohemia. Ihr Schwerpunkt liegt in der Immobilienentwicklung bei Hotel, Wohnen und Büro.
Ein weiterer Schwerpunkt von UBM Bohemia liegt im Design und der Innenarchitektur, vor allem bei Hotels.

#### UBMhotels
UBMhotels bündelt die Entwicklungs- und Managementaktivitäten der UBM für den Bereich Hotel. Über die Ländergesellschaften der UBM werden Projekte akquiriert und entwickelt. In beiden Phasen ist UBMhotels mit dem Know-how aus dem Hotel Asset Management der bestehenden Hotels eingebunden.

## Projekte
- Quartiersentwicklung und Errichtung des QBC – Quartier Belvedere Central im neuen Stadtviertel Quartier Belvedere nahe dem Hauptbahnhof Wien.
- Entwicklung und Errichtung des EURO PLAZA
- Entwicklung und Errichtung des Wohnprojekts Der Rosenhügel
- Entwicklung und Restrukturierung des Hotel Crowne Plaza, Amsterdam
- Entwicklung Hyatt Regency, Amsterdam
- Entwicklung Zalando Headquarters, Berlin
- Entwicklung Trikot Office, München
- Entwicklung Leuchtenbergring, München
- Entwicklung und Errichtung des Wohnhauses MySky in Monte Laa
- Revitalisierung und Ausbau des Palais Hansen für Hotelbetreiber Kempinski
- Stadtteilentwicklung des neuen Stadtviertels Monte Laa
- Entwicklung Poleczki Business Park
- Entwicklung Pilot Tower
- Entwicklung Pegaz Breslau